# 后备母猪
后备母猪是猪生产学的术语，一般指被选留后尚未参加配种的母猪。在多数种猪场及某些情况下，后备母猪一词可能也指青年母猪。
一般后备母猪用于补充因年龄较大、繁殖性能差或疾病原因所淘汰的母猪，从而使生产母猪保持以青壮龄为主的组成结构。

## 挑选

### 外观评价

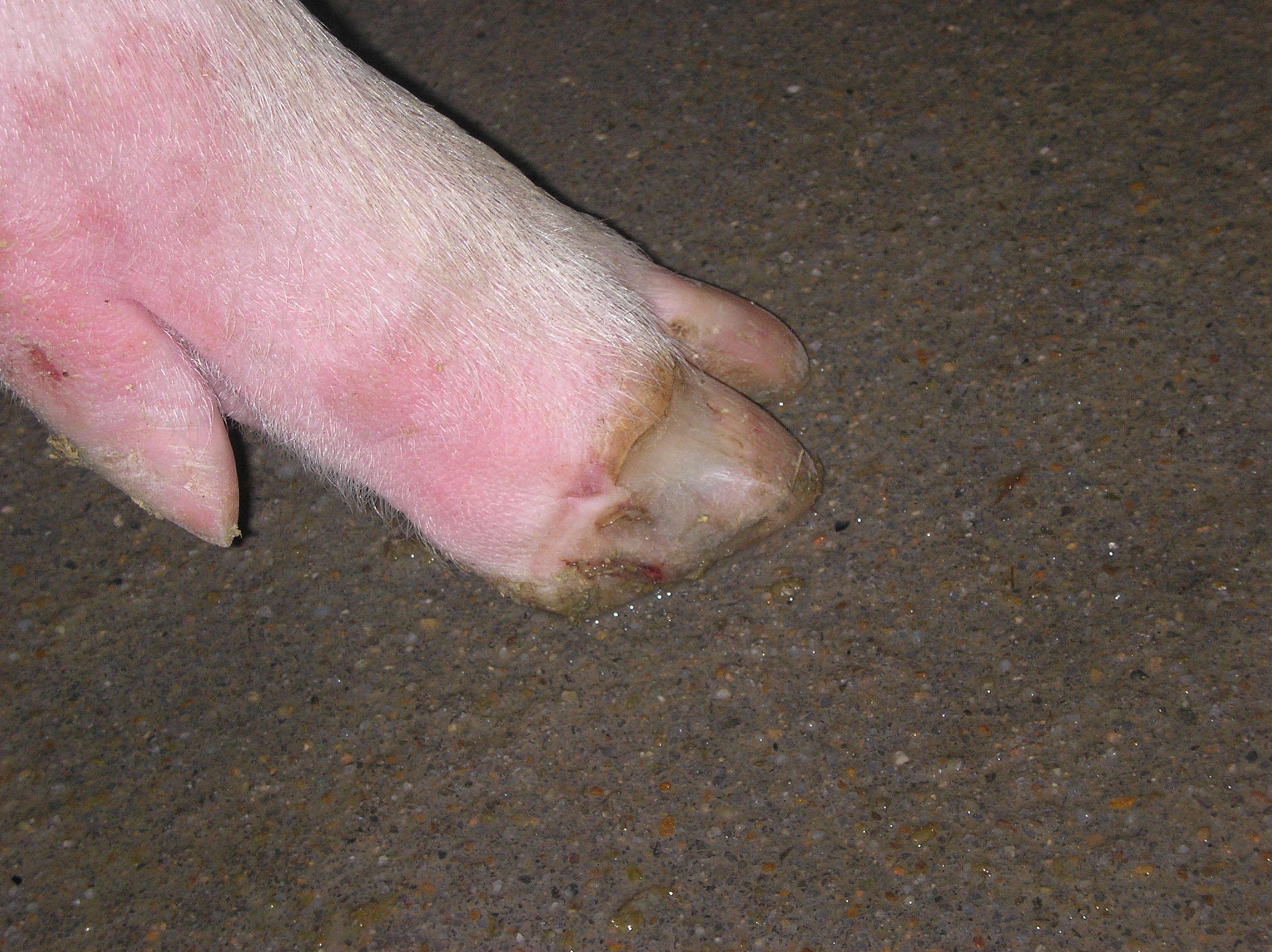
一头裂蹄的猪。这种猪不宜留种，最好进行淘汰。

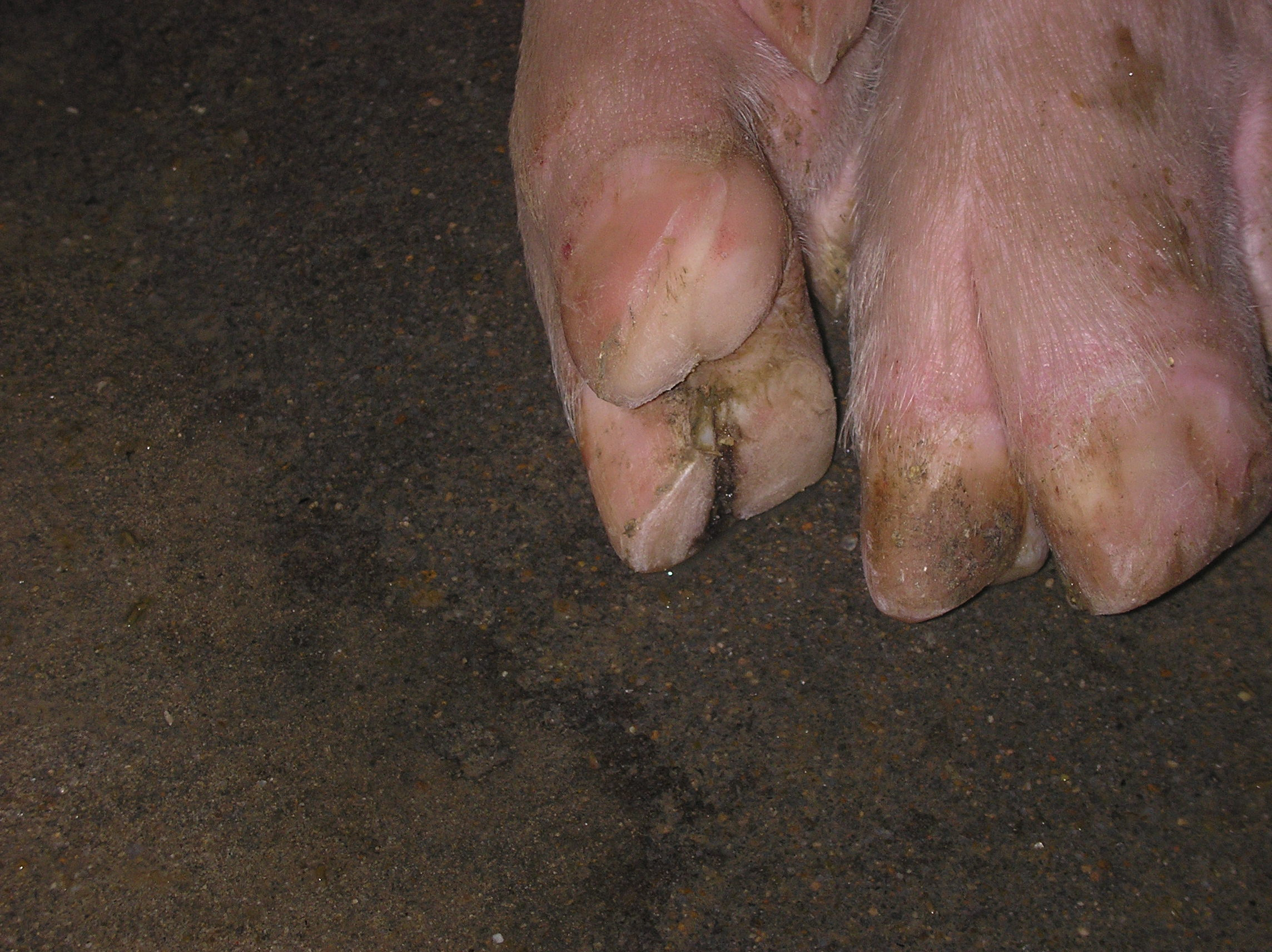
猪的蹄板腐烂，不宜留种。

- 肢蹄

肢蹄问题是后备母猪不能留种的第二大原因。裂蹄和关节肿大的后备母猪在将来的使用过程中都可能出现问题。
- 乳头

对于所有后备母猪的乳头都必须进行外观评价及评分。应当排斥任一侧有效乳头数低于7个、存在瞎乳头、乳头间距或位置太差以及翻转乳头的母猪。
- 外阴

对外阴的检查主要集中在大小、形状及受伤情况，应选择外阴发育良好的母猪。另外，阴户向上翘起的母猪发生子宫炎和膀胱炎的可能性较高。

### 性能评价
- 生长速度

后备母猪的生长速度应该是同批次猪中最快的50%~60%，因为充足的生长能保证母猪的生殖器官发育良好。同时，生长速度较慢的后备母猪也可能出现初情期太晚及使用寿命太短等问题。
- 繁殖性能

一般选择产仔数高、断奶窝重大的高产母猪后代作为后备母猪。
- 背膘厚度

背膘厚度的标准会因品种、环境和终端市场的不同而有所差别。

## 配种
一般后备母猪的配种日龄在220天~230天左右，此时的体重约在130kg~140kg。